# آلوین باب
آلوین باب (انگلیسی: Alvin Bubb؛ زادهٔ ۱۱ اکتبر ۱۹۸۰) بازیکن فوتبال اهل بریتانیا است.
از باشگاه‌هایی که در آن بازی کرده‌است می‌توان به باشگاه فوتبال ویلدستون، باشگاه فوتبال کویینز پارک رنجرز، باشگاه فوتبال بریستول راورز، باشگاه فوتبال سلو تاون، باشگاه فوتبال آیلزبری یونایتد، و باشگاه فوتبال بیلریکای اشاره کرد.
وی همچنین در تیم ملی فوتبال گرنادا بازی کرده‌است.